# Agylla exscissa
Agylla exscissa là một loài bướm đêm thuộc phân họ Arctiinae, họ Erebidae.